# Chudoba (Opole)
Chudoba is een dorp in de Poolse woiwodschap Opole. De plaats maakt deel uit van de gemeente Lasowice Wielkie en telt 790 inwoners.